# Oligoclada abbreviata
Oligoclada abbreviata – gatunek ważki z rodziny ważkowatych (Libellulidae). Występuje na terenie Ameryki Południowej; stwierdzony w Peru, Brazylii, Wenezueli, Gujanie, Surinamie i Gujanie Francuskiej.